# 콰르텟 (2012년 영화)
콰르텟(Quartet)은 2012년 공개된 영국의 영화이다. 감독 더스틴 호프먼의 데뷔작이다.

## 줄거리
은퇴한 음악가들을 위한 요양원인 비첨 하우스에는 한때 함께 공연했던 오페라 가수 레그, 윌프, 시시가 살고 있다. 다른 거주자들과 마찬가지로 노환으로 고생하면서도 과거의 직업을 이어가며 젊은이들에게 음악을 소개하는 등 활기찬 생활을 이어간다. 요양원의 재정 상태가 악화되어 폐쇄 위기에 놓이자, 매년 베르디 탄생일에 열리는 갈라 콘서트만이 유일한 희망이 된다. 하지만 유명 가수들의 불참으로 어려움을 겪던 중, 과거 유명 오페라 ‘리골레토’ 녹음에 참여했던 레그, 윌프, 시시는 소프라노를 구하지 못해 난항을 겪는다.
그러던 중, 레그는 과거 껄끄러운 관계였던 전처이자 유명 소프라노인 진 호튼이 비첨 하우스에 살고 있다는 사실을 알게 된다. 레그는 분노하지만, 대화를 나누면서 과거의 일들을 이해하게 된다. 한편, 요양원 운영자인 세드릭은 이들이 ‘리골레토’의 유명한 사중창을 갈라 콘서트에서 다시 공연하여 티켓 판매를 늘리자는 계획을 세운다. 레그는 진과의 불편한 관계를 극복하고 동참하지만, 진은 은퇴 후 다시는 노래하지 않겠다고 다짐했기에 설득하기 어렵다.
윌프는 진을 설득하기 위해 저녁 식사에 초대하지만, 진은 화를 내며 자리를 박차고 나간다. 다음 날, 시시는 진에게 화해의 꽃을 건네지만 오히려 진은 시시를 때리게 되고, 이로 인해 시시의 건강이 악화된다. 진은 자신의 행동을 후회하고 사과하려 하지만, 대신 과거의 연인을 만나 갈라 쇼에 마술사로라도 참여해달라는 부탁을 받는다. 진은 결국 시시에게 사과하고, 앤 랭리가 토스카의 "별은 빛나건만"을 부르기로 하자, 랭리보다 먼저 사중창을 부르는 조건으로 공연에 참여하게 된다. 
공연을 준비하는 과정에서, 시시는 혼란스러워하며 집으로 돌아가려 하지만, 진은 시시를 진정시키면서 레그에 대한 자신의 감정을 고백하고, 레그는 이 말을 듣게 된다. 공연 직전, 레그는 진에게 다시 청혼하고, 진은 이를 받아들인다. 사중창이 무대에 오르고, 관객들의 열렬한 환호 속에 레그와 진은 손을 잡는다.

## 출연

### 주연
- 매기 스미스
- 톰 커트니
- 빌리 코놀리
- 폴린 콜린스
- 마이클 갬본

### 조연
- 셰리던 스미스
- 데이비드 라이얼
- 트레버 피콕
- 루크 뉴베리
- 로니 폭스

## 기타
- 프로듀서: 피놀라 드위어
- 미술: 앤드류 맥얼핀
- 세트: 사라 위틀
- 배역: 루시 베반